# Wek II (Padangsidimpuan Utara)
Wek II is een bestuurslaag in het regentschap Padang Sidempuan van de provincie Noord-Sumatra, Indonesië. Wek II telt 2938 inwoners (volkstelling 2010).